# (7978) Niknesterov
(7978) Niknesterov es un asteroide perteneciente al cinturón de asteroides, descubierto el 27 de septiembre de 1978 por la astrónoma soviética Liudmila Chernyj desde el Observatorio Astrofísico de Crimea.

## Designación y nombre
Designado provisionalmente como 1978 SR4. Fue nombrado Niknesterov en honor al radioastrónomo ruso Nikolái Semiónovich Nésterov.